# Janhvi Kapoor
 (novembre 2019).
Si vous disposez d'ouvrages ou d'articles de référence ou si vous connaissez des sites web de qualité traitant du thème abordé ici, merci de compléter l'article en donnant les références utiles à sa vérifiabilité et en les liant à la section « Notes et références ».
Pour les articles homonymes, voir Kapoor.
Janhvi Kapoor, née le 6 mars 1997 à Bombay, est une actrice indienne qui travaille notamment dans l'industrie hindi « Bollywood ». Elle commence sa carrière en 2018 avec le film drame-romantique Dhadak, le remake officiel du film en marathi Sairat sorti en 2016. Dhadak est un succès commercial, et elle remporte pour son rôle plusieurs prix dont le Zee Cine Awards de la meilleure actrice...

## Biographie

### Famille
Janhvi Kapoor naît le 6 mars 1997 à Mumbai dans l'État du Maharashtra en Inde. Sa mère est la légendaire actrice Sridevi (1963-2018) et son père est le producteur de films Boney Kapoor ; elle a une sœur cadette prénommée Khushi. Du côté paternel elle a un grand demi-frère, l'acteur Arjun Kapoor et une demi-sœur Anshula Kapoor.
Janhvi Kapoor appartient à la famille Kapoor. Son grand-père paternel Surinder Kapoor était producteur marié à Nirmal Kapoor, ils ont eu quatre enfants : le producteur Boney Kapoor, l'acteur et producteur Anil Kapoor, l'acteur Sanjay Kapoor, et la productrice Reena Kapoor Marwah. Ses cousins et cousines sont Sonam Kapoor, Rhea Kapoor, Harshvardhan Kapoor, Shanaya Kapoor, Jahaan Kapoor, Akshay Marwah et Mohit Marwah. Janhvi Kapoor a perdu sa mère le 24 février 2018.

### Éducation
Janhvi Kapoor a étudié dans une école privée de Mumbai, la Dhirubhai Ambani International School. Une fois diplômée, elle est partie étudier aux États-Unis au Lee Strasberg Theatre and Film Institute, en Californie. 

### Carrière
Elle commence sa carrière d'actrice, le 20 juillet 2018 dans le film drame-romantique Dhadak avec Ishaan Khatter, le demi-frère de l'acteur Shahid Kapoor. Depuis le succès de son premier film, elle sera prochainement à l'affiche du biopic de Gunjan Saxena The Kargil Girl qui devrait sortir le 13 mars 2020. Elle a déjà commencé le tournage de la comédie horreur Roohi Afza avec Rajkummar Rao qui devrait sortir en 2020, ainsi que de la comédie romantique Dostana 2 avec Kartik Aaryan et le débutant Lakshya. Elle sera aussi dans le court-métrage d'horreur de Zoya Akhtar Ghost Stories. Elle sera aussi dans le prochain film drame historique de Karan Johar Takht avec Ranveer Singh, Kareena Kapoor Khan, Alia Bhatt, Vicky Kaushal, Anil Kapoor... et elle devrait collaborer avec son père dans le long-métrage Bombay Girl.  
En 2020, elle interprète Gunjan Saxena dans Gunjan Saxena: The Kargil Girl.  

## Récompenses
- The Best Debut Awards Female - Vogue Awards 2018
- Most Stylish Debutante - Lokmat Most Stylish Awards 2018
- The WIFT Emerald Award - The First Women in Film and Television India Awards 2018
- The Best Debut Awards Female - Dadasaheb Phalke Award 2019
- Rising Star of the Year - Grazia Millenial Awards 2019
- The Cinematic Debut Of The Year - Hello! Hall Of Fame Awards 2019
- The Shooting Star of the Year award - The Royal Norwegian Consulate in Mumbai 2019
- Emerging Beauty Of the Year - Lux Golden Rose Awards 2019
- The Best Debut Awards Female - Zee Cine Awards 2019
- The Beauty Tastemaker of the Year award - Elle India Awards 2019
- Emerging face of fashion female – Filmfare Glamour & Style Awards 2019
- The Best Debutant Awards Female – Filmfare Middle East 2019
- The Best Debut Awards Female – The Lions Gold 2019